# یوشیاکی کومای
یوشیاکی کومای (انگلیسی: Yoshiaki Komai؛ زادهٔ ۶ ژوئن ۱۹۹۲) بازیکن فوتبال اهل ژاپن است.
از باشگاه‌هایی که در آن بازی کرده‌است می‌توان به باشگاه فوتبال اوراوا رد دیاموندز اشاره کرد.